# オオクロムクドリモドキ
オオクロムクドリモドキ（大黒椋鳥擬、学名:Quiscalus quiscula）は、スズメ目ムクドリモドキ科に分類される鳥類の一種。

## 分布
- 北アメリカ

## 形態
全長12吋-13吋。全身は虹色に輝く黒色をしている。メスはオスと比べやや小柄で、地味な色をしている。虹彩は黄色。尾は長い。

## 生態
農耕地、湿原、公園など開けた環境に生息する。
オスは鳴きながら翼と尾を開いて体を膨らませ、胸部の虹色を強調するという独特のディスプレーを行う。